# Dead By Sunrise
'Dead by Sunrise (abans conegut com Snow White Tan) era un supergrup de rock americà creat l'any 2005 pel cantant Chester Bennington (un dels integrants de la banda Linkin Park). Altres membres del grup eren Amir Derakh, Ryan Shuck, Brandon Belsky, Elias Andra i Anthony “Fu” Valcic (del grup Julien-K i Orgy).
El seu primer treball d’estudi va ser l'àlbum Out of Ashes, publicat oficialment el 13 d’octubre de l’any 2009. Dead By Sunrise va deixar de tocar l’any 2017 amb la mort de Chester Bennington i a dia d’avui només segueixen tocant en els memorials al músic i amb els seus altres grups.

## Història
El grup fou creat perquè Chester Bennington estava component cançons per a l'àlbum Minutes to Midnight i va dir que eren bones cançons però no tenien l'estil correcte com per a formar part d’un disc de Linkin Park. Tanmateix la idea de crear un altre grup ja era bastant anterior, concretament de quan el cantant estava preparant Hybrid Theory.

### Out of Ashes (2005–2009)
El disc es va dir així perquè volia representar l'estil de vida autodestructiu que portava Chester Bennington i com intentava sortir-ne. El 10 de maig de 2008, Dead by Sunrise va tocar 3 cançons (Walking in Circles, Morning After i My Suffering) en el tretzè aniversari del Club Tatto de Temple, Arizona. La cançó Morning After la va tocar Chester Bennington originalment a Live in Berlin el 2001 i també amb el seu grup Bucket Of Weenies el 2005-2006.
Dead by Sunrise també va anar de concert amb Linkin Park per Europa, Japó i Amèrica. En el seu debut a Europa, el grup va enviar un missatge a les Forces Armades Alemanyes. La gravació del disc començà el juliol del 2008, mentre Chester Bennington treballava en el disc de Linkin Park, per això va rebre ajuda del productor i dels companys de grup. Moltes de les cançons es van escriure primer en guitarra acústica i després les va adaptar a altres estils. Mike Shinoda va dir que Out of Ashes era molt més que un disc de rock.
Bennington participà també en la programació i gravació del disc. Els dos primers singles que van tenir videoclip van ser Crawl Back In i Let Down. La primera cançó esmentada arribà a la 11a posició de Mainstream Rock Chart.

### Últims anys, mort de Chester Bennington (2010-2018)
Chester Bennington digué que això no era només un grup d’un únic disc, i que hi havia possibilitats que en fessin més, perquè Linkin Park estava canviant d’estil i segur que es descartarien cançons. El 4 de novembre de 2011, l'esposa de Chester Bennington filtrà que Dead by Sunrise tocaria a la Stars of the Season Gala 2011. El desembre del mateix any, Elias Andra marxà del grup i entrà Frank Zummo, des de la banda Street Drum Corps.
El 20 de juliol de 2017, Chester Bennington es suïcidà, a la seva casa de Califòrnia. Els altres membres del grup Ryan Shuck, Amir Derakh amb Mace Beyers van fer-li un tribut en un concert acústic a Las Vegas. Dead by Sunrise també participà al Linkin Park memorial concert for Chester Bennington el 27 d’octubre de 2017, tocant One Step Closer amb Jonathan Davis com a vocalista. El setembre de 2018 van tocar al memorial de One More Light 2 en honor al cantant, juntament amb Julien-K.